# Sacrifício vicário

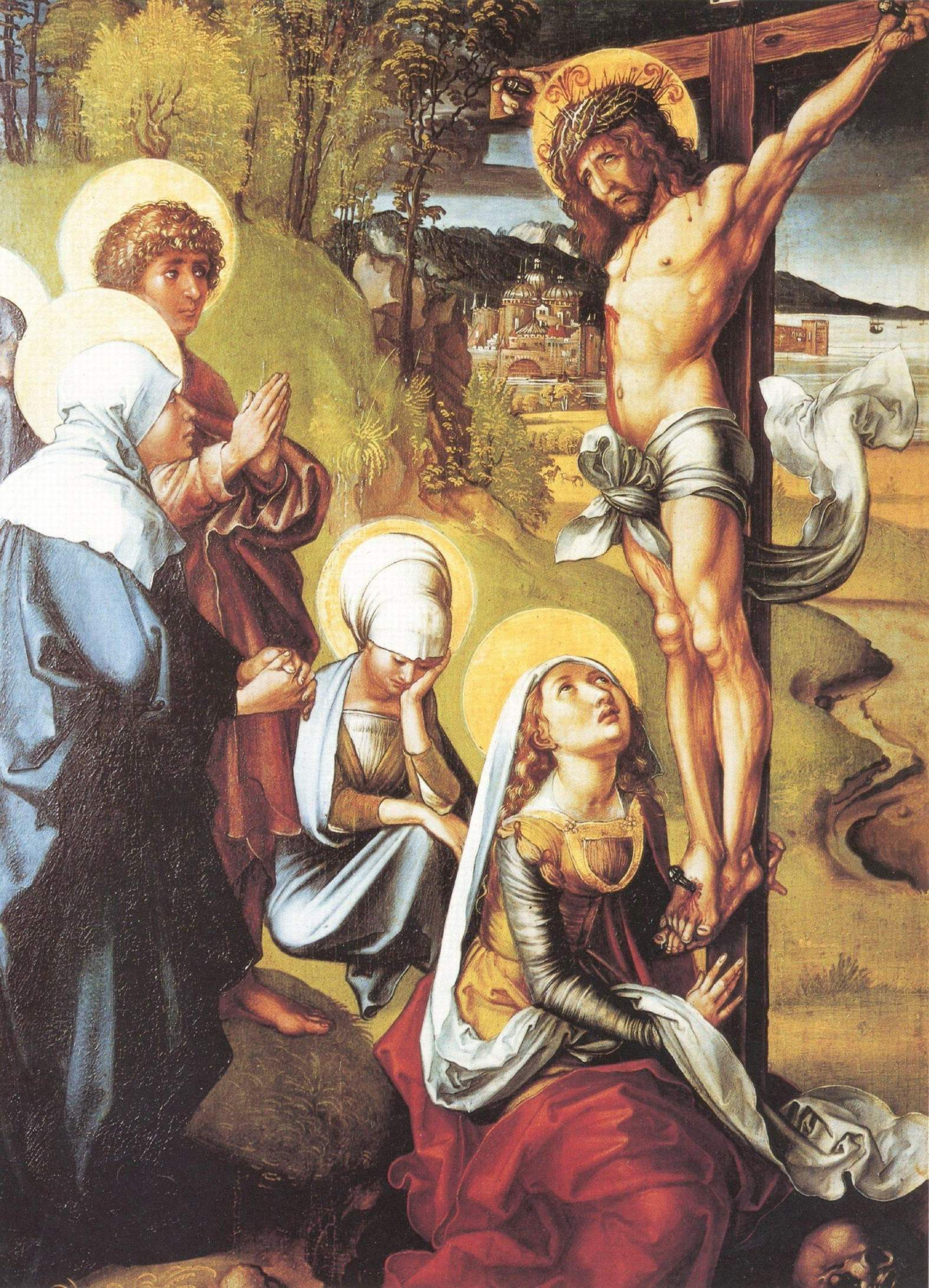
Crucificação de Jesus

Sacrifício vicário ou sacrifício expiatório é conhecido em teologia cristã como o sacrifício substituto de Jesus Cristo pelo pecado do homem na cruz.
Segundo o Dicionário Bíblico Universal, era a expiação do pecado por meio de uma vida dada em substituição. E segundo o dicionário Michaelis, também conhecido pelo termo "propiciação" (lat propitiatione), que pode ser compreendida como a "intercessão para obter o perdão de culpa", bem como o "sacrifício para aplacar a ira ou a justiça divina".
Novo Testamento se refere a morte de Cristo Jesus como ele tendo sido a vítima da expiação

## Fundamentos

### Antigo Testamento
O princípio é instituído no antigo testamento em Levítico e Livro dos Números, quando o sacerdote ou a nação tinha inadvertidamente pecado. O Sumo Sacerdote punha a mão sobre a cabeça da vítima, confessando o pecado pessoal. Quando o pecado era da nação, um ancião punha a mão sobre a pessoa que trazia a oferta pelo pecado.
Havia uma grande cerimônia festiva de expiação e era muito significativa entre os judeus Um bode era sacrificado e um outro era solto. Um pagava pelo pecado do povo e era sacrificado e o outro bode era solto simbolizando o bode emissário que levava consigo os pecados do povo.

### Hilasterion & kopporeth
A palavra ἱλαστήριον (hilasterion) no grego é traduzido Hebreus 9:5 e Romanos 3:25 na King James por "propiciatório" e "propiciação" respectivamente. Em o Livro do Êxodo 25:17 a palavra traduzida para propiciatório [de ouro] é a palavra hebraica kapporeth que aqui teria o significado de "cobrir", segundo a versão LXX, e é usado com o significado de "tampa" da arca da aliança em Êxodo 25:21 Desta forma hilasterion e kapporeth denotam propiciação, e em teologia cristã conciliação de sangue. Visto de no grande dia da expiação o sumo sacerdote adentrava o véu e aspergia com sangue do sacrifío o propiciatório. E a soteriologia define o apaziguamento da ira de Deus por meio do sangue de Cristo Jesus.

### Jesus como propiciação
Buckland refere-se a propiciação como promover perdão pelo proceder misericordioso, e citando a primeira epístola de João, refere que Jesus é a "propiciação pelos nossos pecados". e reforça com os argumento do Apóstolo Paulo, referindo "como propiciação" a "redenção que há em Cristo Jesus".

Sendo justificados gratuitamente pela sua graça, pela redenção que há em Cristo Jesus. Ao qual Deus propôs para propiciação pela fé no seu sangue, para demonstrar a sua justiça pela remissão dos pecados dantes cometidos, sob a paciência de Deus.

O Apóstolo Paulo expressa que haveria "propiciação pela fé no seu sangue" [de Jesus], e que gratuitamente haveria "remissão de pecados".